# Terebra knudseni
Terebra knudseni é uma espécie de gastrópode do gênero Terebra, pertencente a família Terebridae.